# 奇克秧鸡
奇克秧鸡（Dryolimnas chekei），又称索齐耶秧鸡，是秧鸡科白喉秧鸡属中已经灭绝的一种，是毛里求斯马斯克林群岛的特有种，该物种2019年由英国鸟类学家朱利安·P·休姆描述，种加词系纪念英国鸟类学家安东尼·S·奇克。
在2019年被认定为新物种前，这种已灭绝的的物种暂命名为“索齐耶秧鸡”或Dryolimnas sp。最初被认为是白喉秧鸡指名亚种（D. cuvieri cuvieri）在毛里求斯的一个孤立种群，是当地罕见的迷鸟。后通过对化石的研究发现该物种是一种截然不同的不会飞的鸟，可能是由白喉秧鸡演化而来。该物种有可能是早期荷兰探险家们记载过的“小秧鸡”，而“大秧鸡”则可能是红秧鸡。